# Astragalus turolensis
Astragalus turolensis är en ärtväxtart som beskrevs av Carlos Pau. Astragalus turolensis ingår i släktet vedlar, och familjen ärtväxter.

## Underarter
Arten delas in i följande underarter:
- A. t. exsul
- A. t. turolensis